# Verlag Donat & Temmen
Der Verlag Donat & Temmen war ein in Bremen ansässiger Buchverlag, der von 1984 bis 1987 existierte. Aus dem Verlag gingen der Donat Verlag und die Edition Temmen hervor.

## Geschichte
Der Verlag Donat & Temmen wurde im Sommer 1984 von dem Autor Helmut Donat gemeinsam mit Horst Temmen, damals wissenschaftlicher Mitarbeiter der Forschungsstelle Osteuropa der Universität Bremen, gegründet und hatte seinen Sitz in Bremen. Schwerpunkte der Verlagsarbeit bildeten Deutscher Pazifismus, Zeitgeschichte sowie die Dissidentenszene und deren Entwicklung in Osteuropa.
Der „rührige Bremer Mini Verlag“ (Der Spiegel) gab unter anderem Werke oder Texte von folgenden Autoren heraus: Dietrich Beyrau, Detlef Brandes, György Dalos, Wolfgang Eichwede, Walter Fabian und Walter A. Kreye. Außerdem gab der Verlag Neuausgaben oder Nachdrucke von Arbeiten aus dem 18. und 19. Jahrhundert sowie aus dem frühen 20. Jahrhundert heraus, wie zum Beispiel von den Autoren Johannes Lepsius (1858–1926), Carl von Ossietzky (1889–1938), Hans Paasche (1881–1920), Johann Gottlieb Schummel (1748–1813) oder Hans Wehberg (1885–1962).
Einen bundesweiten Erfolg erzielte der Kleinverlag 1987 mit dem Band Zurück dürfen wir nicht!, einer kommentierten Auswahl der wichtigsten Reden des sowjetischen Staats- und Parteichefs Michail Gorbatschow aus den Jahren 1984–1987. 1987 verließ Temmen die Universität, die beiden Verlagspartner trennten sich und lösten ihren gemeinsamen Verlag auf. In der Folge gründeten Donat und Temmen jeweils den Donat Verlag bzw. den Verlag Edition Temmen.